# Sclerotiniaceae
Sclerotiniaceae is een grote familie van de Leotiomycetes, behorend tot de orde van Helotiales. De bekendste soort uit deze familie is de grauwe schimmel.

## Kenmerken
De soorten uit deze familie worden gekenmerkt door het sclerotium, een afgeronde, bolvormige of schijfvormige structuur waaruit het vruchtlichaam (apothecium) ontstaat. De ascosporen zijn eencellig en hyaliene. Anamorfen die macroconidia vormen komen vaak voor. Maar ook anamorfen met microconidia zijn bekend. Alle soorten produceren ook het SSP1-eiwit van 36 kDa, dat verantwoordelijk is voor de ontwikkeling van het sclerotium.

## Verspreiding en ecologie
Sclerotiniaceae worden wereldwijd verspreid. De meeste soorten zijn necrotrofe of opportunistische parasieten op verschillende planten. De familie omvat belangrijke plantenplagen zoals de grauwe schimmel en het appelrotkelkje.

## Geslachten
De familie Sclerotiniaceae bestaat uit meer dan 26 geslachten en honderden soorten.
- Amphobotrys (1)
- Asterocalyx (1)
- Botryotinia (14)
- Ciboria (82)
- Ciborinia (23)
- Cudoniopsis (1)
- Dumontinia (1)
- Elliottinia (1)
- Grovesinia (3)
- Kohninia (1)
- Martininia (1)
- Mitrulinia (1)
- Monilinia (37)
- Myriosclerotinia (9)
- Ovulinia (2)
- Phaeosclerotinia (2)
- Pseudociboria (1)
- Pycnopeziza (5)
- Redheadia (1)
- Sclerencoelia (3)
- Sclerotinia (81)
- Seaverinia (1)
- Streptotinia (3)
- Stromatinia (16)
- Torrendiella (3)
- Valdensinia (1)